# 히가시야마토시역
히가시야마토 시역(일본어: 東大和市駅, ひがしやまとしえき)은 일본 도쿄도 히가시야마토시에 있는 철도역이다.

## 타는 곳
| ↑ 오가와         |
| 2 \| 1           |
| 다마가와조스이 ↓ |

| 1 | ■ 하이지마 선 | 다마가와조스이·하이지마 방면                               |
| 2 | ■ 하이지마 선 | 고다이라·신주쿠에 직결 운행가미샤쿠지이·세이부 신주쿠 방면 |

## 역세권 정보
- 도쿄 도립 히가시야마토미나미 공원

## 역사
- 1950년 5월 15일: 오메바시역으로 영업을 개시함.
- 1979년 3월 25일: 히가시야마토 시 역으로 역명 변경함.
- 1980년 7월 17일: 역사 입체화가 완료됨.

## 인접역
| 세이부 철도 ■ 하이지마 선 | 세이부 철도 ■ 하이지마 선 | 세이부 철도 ■ 하이지마 선    |
| ------------------------- | ------------------------- | ---------------------------- |
| 무정차 통과               | ■ 하이지마 쾌속           | 무정차 통과                  |
| 오가와 고다이라 방면      | ■ 급행 ■ 준급 ■ 보통      | 다마가와조스이 하이지마 방면 |